# Alleanza delle Forze del Progresso
L'Alleanza delle Forze del Progresso (in francese: Alliance des forces de progrès - AFP) è un partito politico senegalese di orientamento socialdemocratico fondato nel 1999 dall'ex Primo ministro Moustapha Niasse, a seguito di una scissione dal Partito Socialista.
Alle elezioni parlamentari del 2001 ha ottenuto il 16,1% dei voti e 11 seggi, mentre ha boicottato le successive elezioni parlamentari del 2007.
Dal 2012 è parte integrante della coalizione Benno Bokk Yaakaar, formata da Alleanza per la Repubblica, Partito Socialista e altre forze minori.

## Risultati
| Elezione          | Voti       | %          | Seggi      |
| ----------------- | ---------- | ---------- | ---------- |
| Parlamentari 2001 | 303.150    | 16,13      | 11 / 120   |
| Parlamentari 2007 | Boicottate | Boicottate | Boicottate |
| Parlamentari 2012 | 1.040.899  | 53,06      | 119 / 150  |
| Parlamentari 2017 | 1.637.761  | 49,47      | 125 / 165  |
| Parlamentari 2022 | 1.518.137  | 46,56      | 82 / 165   |
| 1.                |            |            |            |